# Pachycara cousinsi
Pachycara cousinsi is een straalvinnige vissensoort uit de familie van puitalen (Zoarcidae). De wetenschappelijke naam van de soort is voor het eerst geldig gepubliceerd in 2007 door Møller & King.